# 牛津鎮區 (新澤西州)
牛津鎮區（英語：Oxford Township）是位於美國新澤西州沃倫縣的一個鎮區。

## 地方資料
牛津鎮區的面積為15.70平方千米，當中陸地面積為15.43平方千米，而水域面積為0.26平方千米。根據2020年美國人口普查的數據，當地共有人口2444人，而人口密度為每平方千米155.67人。